# Barbarita Lara
Barbarita Lara Martínez (Santiago, 27 de enero de 1986) es una investigadora, codificadora, emprendedora social e ingeniera de ejecución en informática chilena. Es conocida por idear una tecnología que permite enviar mensajes de emergencias a la población afectada por un desastre natural incluso cuando no hay conexión a internet o a redes móviles.

## Biografía
Nacida en Santiago, Lara estudió Ingeniería de Ejecución en Informática en la Universidad Técnica Federico Santa María.
Inspirada desde niña por su padre, que trabajaba en el servicio de criptografía de la Armada Chilena, y motivada por los continuos temblores que caracterizan a Chile, en 2015 fundó el Sistema de Información de Emergencia (SiE), luego de recibir la patente de invención solicitada en el 2017 por el Instituto Nacional de Propiedad Industrial.
El SiE es una aplicación para teléfonos móviles que consta de un sistema de información que permite enviar y recibir señales a través de los teléfonos inteligentes para brindar información en ondas de radio a  personas en lugares afectados por alguna emergencia catastrófica, mediante un algoritmo de alta frecuencia, que codifica la información sobre audio.
Lara es la directora general y cofundadora de EMERCOM, una compañía tecnológica enfocada en el desarrollo de un sistema de comunicaciones en situaciones de emergencia. y jefa del Proyecto SiE.
En el año 2024 lanzó su libro Hack Yourself y fue elegida una de las 50 mujeres más poderosas del 2024 en Chile por la revista Forbes.

## Premios y reconocimientos
- Reconocida como "Emprendedora tecnológica destacada de la V región" por Girls in Tech Chile + Ing2030.[10]
- Premio a la Innovación "Feria de Software XXIII Marzo 2016", Departamento de Informática USM.[11]
- Primer lugar en el programa “Líderes en Innovación” de la Real Academia de Ingenieros del Reino Unido.
- Ganadora del “MIT Technology Review: Innovadores menores de 35 años LATAM”, otorgado por la revista más antigua de tecnología del mundo, que fija los precedentes para las tecnologías del futuro.
- Reconocida como una de las 32 “Gifted Citizen” de LATAM, ciudadanos para cambiar el mundo.
- Seleccionada por el Príncipe Andrés de York, para presentar ante “Pitch at Palace LATAM” en “Ciudad de las Ideas 2017”.
- Reconocida en la revista Forbes México como “5 de los innovadores más importantes de Latinoamérica, según el MIT”.
- Reconocida como una de las 20 Jóvenes Líderes V Región 2017.
- Reconocida como una de los 100 Jóvenes Líderes 2017.[2]
- Finalista al premio "Chileno del año", ganadora en la categoría "Chileno Innovador" en 2018.[12]
- Finalista del World Summit Award Global Congress en 2018, que premia a las mejores empresas de contenido digital e innovación.[13][14]